# Мур, Джастин
Джа́стин Ко́ул Мур (англ. Justin Cole Moore, род. 30 марта 1984, Пойен, Арканзас, США) — американский кантри-певец и автор песен. Он выпустил три альбома: Justin Moore в 2009 году, Outlaws Like Me в 2011 году и Off the Beaten Path в 2013. Он поднимался на вершины чартов 8 раз, включая хиты «Small Town USA», «If Heaven Wasn’t So Far Away» и «Til My Last Day», занявшие первое место, и хиты «Backwoods» и «Point at You», вошедшие в десятку.

## Музыкальная карьера
Джастин начал выступать в младших классах средней школы. После получения высшего образования он присоединился к рок-группе его дяди и в 2002 году переехал в Нашвилл, штат Теннесси. Через своего музыкального агента Берни Кэхилла он познакомился с молодым продюсером Скоттом Борчеттой, который планировал открыть The Valory Music Co. Борчетта обещал дать Джастину контракт со звукозаписывающей студией, если тот будет терпелив.

## Дискография

### Студийные альбомы
- Justin Moore (2009) — № 3 (№ 10)
- Outlaws Like Me (2011) — № 1 Top Country Albums (№ 5 Billboard 200)
- Off the Beaten Path (2013) — № 1 (№ 2)
- Kinda Don’t Care (2016) — № 1 (№ 4)

### Синглы
- «Back That Thing Up» (2008)
- «Small Town USA» (2009)
- «Backwoods» (2009)
- «How I Got to Be This Way» (2010)
- «If Heaven Wasn’t So Far Away» (2011)
- «Bait a Hook» (2011)
- «Til My Last Day» (2012
- «Point at You» (2013)
- «Lettin' the Night Roll» (2013)
- «You Look Like I Need a Drink» (2015)